# الحروب الأباتشية المكسيكية

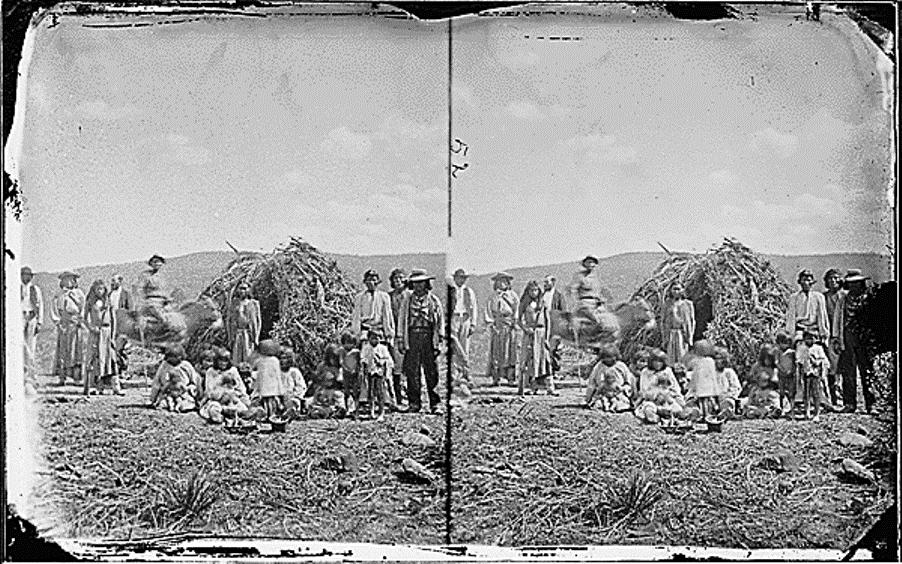

تُشير الحروب الأباتشية المكسيكية، أو حروب الأباتشي-المكسيك، إلى سلسلة الصراعات الإسبانية أو المكسيكية من جهة ضد شعوب الأباتشي من جهة أخرى. بدأت الحروب في القرن السابع عشر مع وصول المستعمرين الإسبان إلى نيو مكسيكو الحالية. احتدمت الحرب بشكل خاص بين المكسيكيين والأباتشي ابتداءً من العام 1831 وحتى خمسينيات القرن التاسع عشر. بعد ذلك، تزامنت العمليات المكسيكية ضد الأباتشي مع اندلاع الحروب الأباتشية بالولايات المتحدة، مثل حملة فيكتوريو. واصلت المكسيك عملياتها الحربية ضد جماعات الأباتشي المقاتلة حتى العام 1915.

## الحرب ضد الإسبان

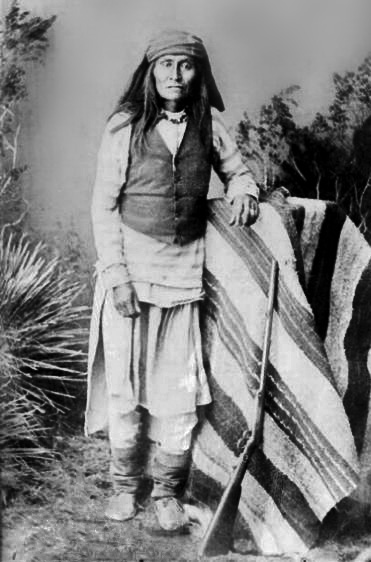
مانجاس كولوراداس، زعيم قبيلة أباتشي بارز وعضو في أمة تشيريكاهوا الشرقية

في العام 1541، التقى الإسبان بالأباتشي لأول مرة في منطقة بانهاندل في تكساس، وأطلقوا عليهم تسمية هنود كيريتشوس. في ذلك الوقت كان الأباتشي صيادو البيسون الأمريكي رحّل وشبه رحّل وأقاوموا علاقات تجارية مع شعوب البويبلون في وادي ريو غراندي. اتسم التواصل الأولي بين الإسبان والأباتشي بالودّ، ولكن في القرن السابع عشر، تدهورت العلاقة بينهما بسبب غارات الإسبان لاسترقاق العبيد، وهجمات الأباتشي على المستوطنات الإسبانية والبويبلونية في نيو مكسيكو.
هاجر الأباتشي جنوبًا وغربًا، تحت ضغوطات الكومانشي الذين كانوا في حالة تمدد نحو الجنوب. من المرجح أن لطرد الأباتشي من السهول الكبرى الغنية بالبوفالو إلى الصحاري القاحلة والجبال الجرداء دورٌ كبير في اعتماد الأباتشي أكثر فأكثر على الإغارة للحصول على سبل العيش. بحلول العام 1692، وُجد الأباتشي في ولاية شيواوا الحالية، في المكسيك، وسرعان ما أخذوا بزيارة ولايتيّ سونورا وكواويلا ويبدو أنهم اندمجوا مع عدة شعوب أصلية في المناطق الحدودية الحالية بين الولايات المتحدة والمكسيك، مثل السوما، والمانسو، والجانو، والجوكوم. كانت ولايات شيواوا، وسونورا، وكواويلا أكثر سكانًا وثراءً من المستعمرات الإسبانية في نيو مكسيكو، وسرعان ما تبين أن غارات الأباتشي مثلت مشكلة خطيرة. في العام 1737، صرح ضابط إسباني قائلًا: «دُمرت العديد من المناجم، و15 مزرعة كبيرة على طول الحدود، وفُقد 200 رأس ماشية، وبغال، وأحصنة؛ تعرضت العديد من البعثات التبشيرية للحرق، وفقد 200 مسيحي حياتهم على يد الأباتشي الأعداء الذين يكسبون قوتهم بالسلاح والقتل وسرقة الماشية».
رد الإسبان على أزمة الأباتشي في سبعينيات القرن الثامن عشر بإعادة تنظيم دفاعاتهم الحدودية، والانسحاب من بعض المناطق، وإقامة «طوق قلاع» على طول الحدود الشمالية، والقيام بحملات تأديبية مع حلفائهم الهنود عادة ضد الأباتشي تارة، وحثهم على السلام تارة أخرى. مثّل طوق القلاع الواقعة التي يفصل بينها 160 كيلومترًا في سورونا، وشيواوا، وتيكساس، ونيو ميكسكو مثّل الركيزة الأساسية للدفاعات ضد هجمات الأباتشي. في أواخر القرن الثامن عشر، ضمّت كل قلعة مجموعة مألفة من 43 جنديًا، باستثناء مدينة سانتا فيه بنيو ميكسيكو، وسان أنطونيو اللتان ضمتا 76 جنديًا مفروزًا إليها. تلقى الجنود في القلاع تعزيزات من الميليشيات المحلية والحلفاء الهنود. من أشهر القلاع تلك تُذكر جانوس، في شيواوا، والأخرى قلعة سان أوغستين ديل تاكسون التي أصبحت أهم مستوطنة إسبانية في أريزونا.
نجم عن الحملات التأديبية التي شنها الإسبان بحق الأباتشي خسائر فادحة في الأرواح، لكنها لم تجدِ نفعًا في إيقاف غارات الأباتشي. بلغ الصراع ذروته بين الأعوام 1771 و1776 في شيواوا وكواويلا عندما «قُتل 1674 إسبانيًا، وأُسر 154، وأُخلي ما يزيد عن 100 مزرعة، وسُرق أكثر من 60.000 رأس ماشية». من المحتمل أن العديد من القتلى «الإسبان» المسجلين كانوا ميستيثو وهنودًا اعتنقوا المسيحية. كانت الخسائر في طرف الأباتشي فادحة كذلك. في أكتوبر ونوفمبر من العام 1775، قتلت حملة عسكرية إسبانية بإمرة هوغو أوكونور في نيو ميكسيكو 132 من الأباتشي وأسرت 104 منهم.